# هتسر
یکت‌پنتسر ۳۸(تی) (به آلمانی: Jagdpanzer 38(t)) که عموماً تحت عنوان هتسر (به آلمانی: Hetzer) شناخته می‌شود، یک زره‌پوش ضدتانک سبک آلمانی بود که اوایل دهه ۱۹۴۰ بر پایه شاسی اصلاح‌شده تانک سبک پنتسر ۳۸(تی) طراحی و تولید و در اواخر جنگ جهانی دوم به کار گرفته شد.

## طراحی و توسعه
از ماه مارس سال ۱۹۴۳ ارتشبد هاینتس گودریان، بازرس کل نیروهای زرهی ورماخت خواهان تولید یک زره‌پوش ضدتانک سبک با زره کافی و اتاقکی پوشیده جهت جایگزینی توپ‌های سبک خودکششی و سایر توپ‌های ضد تانک پیشین بود. طراحی این زره‌پوش بر پای شاسی تانک پنتسر ۳۸(تی) قرار گرفت. یک بدنه عریض جدید با استفاده شدید از زره زاویه‌دار به کار برده شد. یک مسلسل با کنترل از راه دور جهت دفاع نزدیک در سقف تعبیه گشته بود. محفظه رزمی تنگ و زاویه محدود آتش مشکلاتی در میدان نبرد برای هتسر ایجاد می‌کرد. با انجام آزمایش‌ها در ماه دسامبر، فرمان به تغییر تمامی تأسیسات تولید پنتسر ۳۸(تی) به زره‌پوش ضدتانک جدید صادر گردید. تولید از ماه آوریل سال ۱۹۴۴ در شرکت بی‌ام‌ام آغاز و از ماه سپتامبر به شرکت اشکودا منتقل شد.

## تاریخچه عملیاتی
گردان‌های ۷۳۱ و ۷۳۳ ضد تانک و لشکرهای پانزدهم و هفتاد و ششم پیاده‌نظام نخستین یگان‌هایی بودند که در ماه ژوئیه سال ۱۹۴۴ زره‌پوش‌های ضدتانک هتسر را دریافت کردند. متعاقباً این زره‌پوش‌ها در اختیار یگان‌های ضد تانک دیگر که به همه انواع آرایش‌ها ملحق می‌شدند، قرار گرفت.
پس از جنگ جهانی دوم نیروی زمینی چکسلواکی هتسر را به کار گرفت. سال ۱۹۴۶ سوئیس ۱۵۸ دستگاه از این زره‌پوش‌های ضدتانک را تحت عنوان "G13" از چکسلواکی خریداری نمود.

## مشخصات فنی

### مشخصات عمومی
- خدمه: ۴ نفر

#### ابعاد
- طول: ۶۳۸ سانتی‌متر
- عرض: ۲۶۳ سانتی‌متر
- ارتفاع: ۲۱۷ سانتی‌متر

#### وزن
- وزن: ۱۵.۷۵ تن

#### زره
- ضخامت: ۸ تا ۴۰ میلی‌متر
- زاویه: °۱۵ تا °۷۰

#### پیشرانه
- نیرومحرکه: یک موتور پراگا AC/2

### عملکرد
- حداکثر سرعت: ۴۲ کیلومتر بر ساعت
- حداکثر برد: ۱۷۷ کیلومتر

### تسلیحات
- یک توپ PAK39 L/48 کالیبر ۷.۵ سانتی‌متر: ۴۱ گلوله
- چرخش توپ: °۵ چپ - °۱۱ راست - °۶ پایین - °۱۲ بالا
- یک مسلسل ام‌گه ۳۴ یا ام‌گه ۴۲[۱]